# Capilla del Palacio de Buckingham
La capilla del Palacio de Buckingham fue un espacio de culto en esa residencia real, conocido por ser el lugar de bautismo y matrimonio de príncipes y princesas británicos.

## Historia
Hacia 1842, el palacio de Buckingham contaba con una capilla en la biblioteca octagonal que databa de la época de Jorge III. La reina Victoria y su esposo el príncipe Alberto decidieron la construcción de una capilla de mayores dimensiones. El proyecto fue encargado al arquitecto John Nash, quien construyó una capilla que se inauguraría en 1843. El primer matrimonio en celebrarse, el 28 de junio de 1843, fue el de la princesa Augusta de Cambridge con Federico Guillermo, gran duque hereditario de Mecklemburgo-Strelitz.
La capilla sería destruida el 13 de septiembre de 1940 como consecuencia de uno de los bombardeos de la aviación alemana contra Londres, conocidos como Blitz.
En su lugar se construiría la sala de exposiciones de la Royal Collection conocida inicialmente como Queen's Gallery. En esta nueva construcción se incluiría una pequeña capilla.

## Descripción
Se trataba de una construcción de planta rectangular y techumbre a dos aguas, que en su interior contaba con una suerte de gran nave central que separaba mediante columnas de hierro otras dos especies de alas laterales. El conjunto tenía apariencia de ser únicamente una misma sala.
La capilla estaba iluminada por medio de un lucernario y estaba presidida por una amplia pintura representando el bautismo de Cristo.
Inicialmente la capilla estuvo decorada en colores blanco, azul y dorado, según indicaciones del príncipe Alberto.